# Bauma (Messe)
Die bauma (Eigenschreibweise, Abkürzung für Baumaschinen, üblicher Namenszusatz Weltleitmesse für Baumaschinen, Baustoffmaschinen, Bergbaumaschinen, Baufahrzeuge und Baugeräte) ist die weltweit bedeutendste Fachmesse der Baumaschinen- und Bergbaumaschinenbranche und die flächenmäßig größte Messe der Welt. Sie findet alle drei Jahre auf dem Münchner Messegelände statt und dauert jeweils sieben Tage. Organisator ist die Messe München.

## Geschichte
Die Anfänge der bauma reichen bis in das Jahr 1949 zurück. Der Verleger Karl Rudolf Schulte initiierte in diesem Jahr die 1. Fränkische Bauausstellung in Würzburg. Nachdem die Messe erfolgreich verlaufen war, veranstaltete er 1954 im Rahmen der Baumusterschau auf der Theresienhöhe in München die Frühjahrsschau für Baumaschinen. 58 Aussteller präsentierten dabei ihre Produkte auf einer Gesamtbruttofläche von 20.000 m² und zogen rund 8000 Besucher an. Zwei Jahre später hatte sich die Ausstellungsfläche bereits verdoppelt und der heute noch verwendete Messename wurde eingeführt. In den Anfangstagen waren auf der Messe nur deutsche Hersteller vertreten. Die ersten 13 Aussteller aus dem Ausland nahmen erst im Jahr 1958 an der bauma teil.
Schnell wurde die zur Verfügung stehende Fläche aufgrund des herrschenden Baubooms in der Nachkriegszeit zu klein und so stand der erste Umzug der Messe an. 1962 öffnete die bauma auf dem ehemaligen Flugplatzgelände des Oberwiesenfelds ihre Tore. Fast 100.000 m² mehr Fläche als bei der ersten Ausgabe standen den inzwischen über 450 Ausstellern zur Verfügung. Doch die Tage des neuen Messestandorts waren bereits gezählt: München hatte den Zuschlag für die Olympischen Spiele 1972 erhalten und so entstand an dieser Stelle der Olympiapark. 1967 ging es für die damals jährlich stattfindende bauma daher wieder zurück auf die Theresienwiese, wo sie über Jahrzehnte blieb.
1967 erwarb die Messe München die Rechte an der Veranstaltung. Infolgedessen ist seit 1969 der Verband Deutscher Maschinen- und Anlagenbau fachlicher und ideeller Träger der nun im Zwei-Jahres-Rhythmus stattfindenden Messe. Die bauma erfuhr nun einen weiteren Aufschwung: Die Vergabe der Olympischen Spiele an München machte die Stadt zur größten Baustelle Europas und brachte der Bauindustrie eine beispiellose Auftragslage. In dieser Zeit wurde sie auch zunehmend zur Leistungsschau.
Die kurz darauf eintretende Abschwächung der Konjunktur im Bausektor hatte auch Folgen für die bauma. Zahlreiche Aussteller blieben der Veranstaltung fern, sodass die Messe 1975 ausgesetzt wurde. Aufgrund der wenig später eintretenden Wiederbelebung der Konjunktur konnte die bauma 1977 jedoch wieder fortgeführt werden. Seither besteht auch der bis zur Gegenwart gültige Drei-Jahres-Rhythmus. 1998 zog die bauma von der Theresienhöhe nach Trudering-Riem auf das neue Messegelände um.
2002 wurde die bauma mit ihrer Erstveranstaltung bauma CHINA in Shanghai zum Exportschlager. Inzwischen ist die bauma CHINA die größte Investitionsgütermesse Asiens und die zweitgrößte Baumaschinenmesse der Welt. Mittlerweile gibt es ein gesamtes Netzwerk an bauma-Messen. Dazu zählen außerdem die bauma CONEXPO INDIA und die M&T EXPO. Die bauma CONEXPO AFRICA und bauma CTT RUSSIA gehören dagegen seit 2021 bzw. 2022 nicht mehr zum bauma-Netzwerk.
Im Jahr 2022 wurde die bauma aufgrund der COVID-19-Pandemie von April auf den Zeitraum vom 24. bis 30. Oktober verschoben.

## Kennzahlen
Flächenmäßig handelt es sich bei der bauma sowohl um die größte Messe der Branche als auch um die größte Messe der Welt.
| Jahr | Aussteller (Länder) | Besucher (Länder) | Ausstellungsfläche |
| ---- | ------------------- | ----------------- | ------------------ |
| 2025 | 3.601 (57)          | 600.000 (200)     | 614.000 m²         |
| 2022 | 3.200 (60)          | 495.000 (200)     | 614.000 m²         |
| 2019 | 3.700 (63)          | 620.000 (200)     | 614.000 m²         |
| 2016 | 3.425               | 583.736           | 605.000 m²         |
| 2013 | 3.421               | 535.065           | 575.000 m²         |
| 2010 | 3.256               | 430.170           | 555.000 m²         |

## Aussteller
Auf der Ausstellungsfläche präsentieren sich sowohl deutsche als auch internationale Anbieter von Maschinen und Fahrzeugen für das Bauwesen und den Bergbau. Die Messe setzt sich im Wesentlichen aus vier Bereichen zusammen. Zum Bereich „Rund um die Baustelle“ zählen unter anderem Baufahrzeuge, Baumaschinen, Bauwerkzeuge, Hebezeuge sowie Schalungen und Gerüste. Im Ausstellungssegment „Bergbau, Rohstoffgewinnung und -verarbeitung“ finden sich Maschinen zur Rohstoffgewinnung und für den Bergbau sowie Aufbereitungstechnik. Der Bereich „Baustoffherstellung“ umfasst Maschinen und Anlagen zur Herstellung und Aufbereitung von Beton, Asphalt, Ton oder ähnlichen Baustoffen. Antriebstechnik, Prüf-, Mess-, Regel- und Steuerungstechnik sowie sonstiges Zubehör inklusive Dienstleistungen werden im Segment „Zulieferer und Dienstleistungen“ gezeigt.
Ergänzend zur Ausstellung umfasst die Messe ein umfangreiches Rahmenprogramm mit Vorträgen und Fachforen. Im Jahr 2025 wurde zudem eine Sonderschau zu den Themen Recycling und Ressourceneffizienz gezeigt.